# Valle di Solda
La Val di Solda è una valle alpina laterale della Val Venosta, in Alto Adige nord-occidentale (gruppo Ortles-Cevedale - Alpi dell'Ortles), provincia di Bolzano, interamente compresa nel territorio del comune di Stelvio e nel parco nazionale dello Stelvio. Lunga circa 20 km, è attraversata dal Rio Solda e sulla testata della valle è posto il Rifugio Payer che guarda direttamente verso il versante est dell'Ortles, più in basso il Rifugio Città di Milano
e in essa è presente la frazione di Solda. La valle si innesta nella Val Venosta poco sotto nella valle di Trafoi ovvero poco sotto l'abitato di Trafoi, sempre appartenente al comune di Stelvio, sulla Strada statale 38 dello Stelvio che raggiunge l'omonimo Passo dello Stelvio, confinando a est con la Val Martello e a sud con la Val di Peio oltre i rispettivi spartiacque montuosi.